# Knippnejlika
Knippnejlika (Dianthus armeria L.) tillhör familjen nejlikväxter.

## Beskrivning
Knippnejlika är vanligen ettårig, men kan förekomma tvåårig och som kortlivad perenn. Blir upp till 60 cm hög.
De mörkgröna bladen är 15 — 55 mm långa och 5 mm breda. De är håriga och sitter parvis motsatta, glest placerade en bit upp längs stjälken. Därovanför grenar sig stjälken sparsamt.
På äldre plantor kommer en bladrosett från knoppar på roten.
I toppen på stjälken en grupp om 2 till 10 blommor på korta, eller nästan obefintliga skaft. Blomman är 8 — 13 mm tvärs över.
Blommorna är mörkt röd-rosa med många vita prickar på de 5 kronbladen, som längst ut blir något flikiga. Längst in är de håriga.
Blomningstid juni — juli i Europas nordligare områden, men kan förlängas ända till september söderut.
I varje blomma 10 ståndare och 2 pistiller på korta stift. Blommorna sluter sig framåt kvällningen.
Blommorna är luktlösa, och synes inte vara attraktiva för pollinerande insekter. Förökningen sker därför genom självbefruktning.
I varje blomma bildas efter pollineringen en 4-rummig kapsel (fröhus) som mogen öppnar sig i 5 flikar. Kapseln innehåller ungefär 400 frön. En del kapslar förblir slutna över vintern.
Kromosomtal 2n = 30.

## Underarter
Av knippnejlika finns följande underarter:
- Dianthus armeria L. subsp. armeria (Autonym)
- Dtanthus armeria subsp. armeriastrum (Wolfner) Velen., 1995

## Sjukdomar

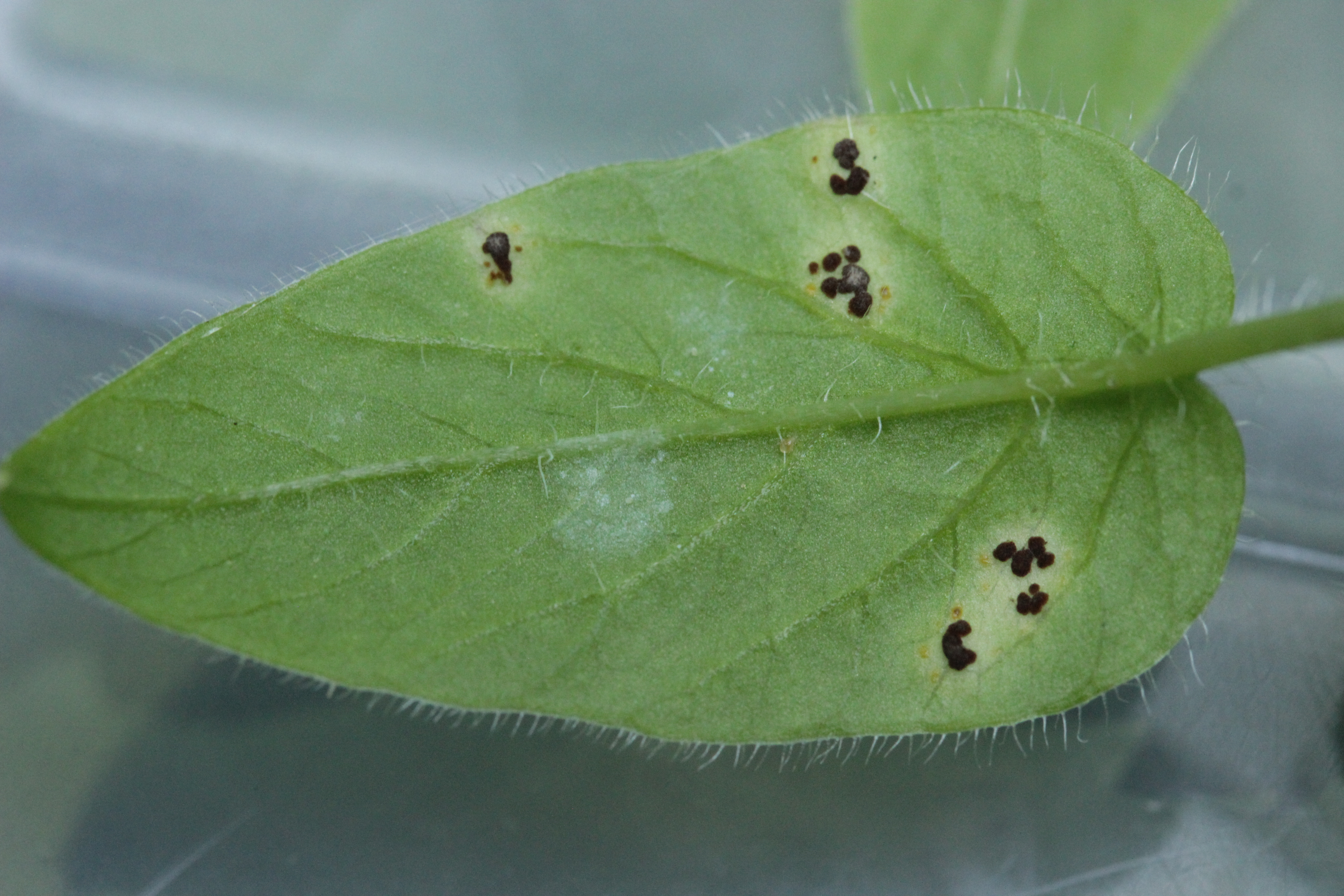
Angrepp av Puccinia arenariae på ett blad av Stellaria nemorum

Knippnejlika kan angripas av svamparna Puccinia arenariae och Uromyces dianthi. Bladen fläckas av svamparnas sporer.

## Hybrid
Dianthus armeria har bildat följande hybrid:
- Dianthus × aschersonii M.Schulze ex Graebn., 1915
  - Föräldrar: Dianthus armeria L. × Dianthus carthusianorum L.

## Habitat
Dianthus armeria finns i större delen av Europa.
I några europeiska länder är knippnejlika hotad. i Storbritannien är den i stort sett utrotad, och finns kvar endast på ett fåtal platser.
I Frankrike är knippnejlika på tillbakagång i region NE Nord-Pas-de-Calais, nära gränsen till Nederländerna, och föreskrifter har utfärdats om skydd för knippnejlika.
Dianthus × javorkae Kárpáti finns i Rumänien, Serbien och Tyskland.
På Södra halvklotet finns knippnejlika införd i Chile.

### Kartbilder
- Norra halvklotet 
  - Inte ursprunglig i Nordamerika och Nya Zeeland, men har efter införande spritt sig i nästan alla delstater i USA.

- I Norden . Förr har knippnejlika funnits även på Gotland.
  - I Sverige huvudsakligen i kusttrakter, men sällsynt och fridlyst.

## Biotop
Torr gräsmark, gärna lerig.
Skogsbryn, vägkanter och torrbackar.
Förekommer från 0 till 1 200 m ö h.

## Etymologi
- Släktnamnet Dianthus härleds från grekiska Διός, Dios (ett alternativt namn till guden Zeus) och ἀνθός, anthos = blomma. Betydelsen blir sålunda Zeus blomma. I överförd bemärkelse kan det även förstås som gudomlig blomma.

Tvåsidigt knippe

- Artepitetet armeria har osäker härledning. En hypotes är att det beror på att blomknippena skulle likna blomställningen hos trift, som har släktnamnet Armeria.

## Användning
Odlas som prydnadsväxt i trädgårdar.

## Bilder

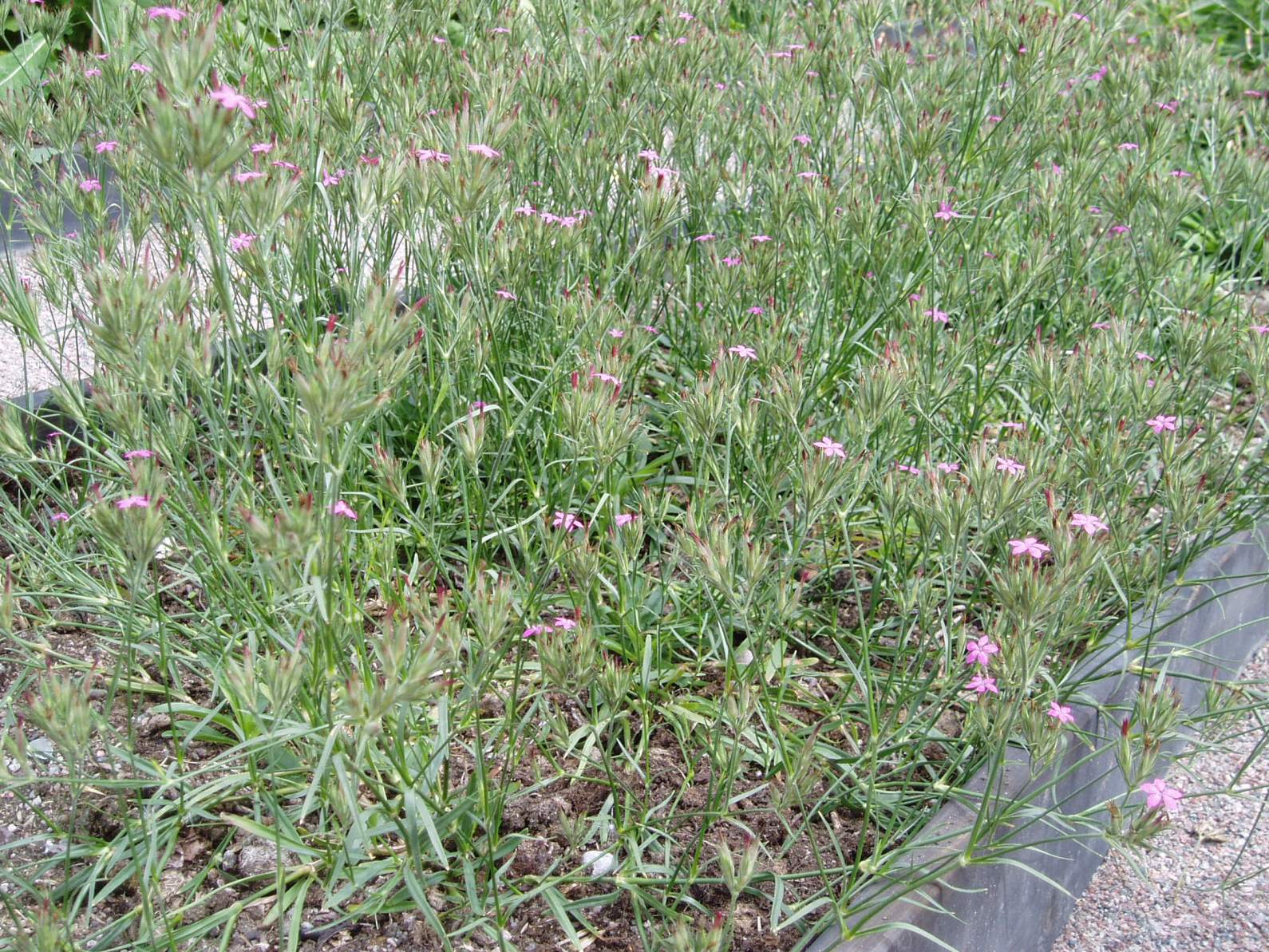
Habitat
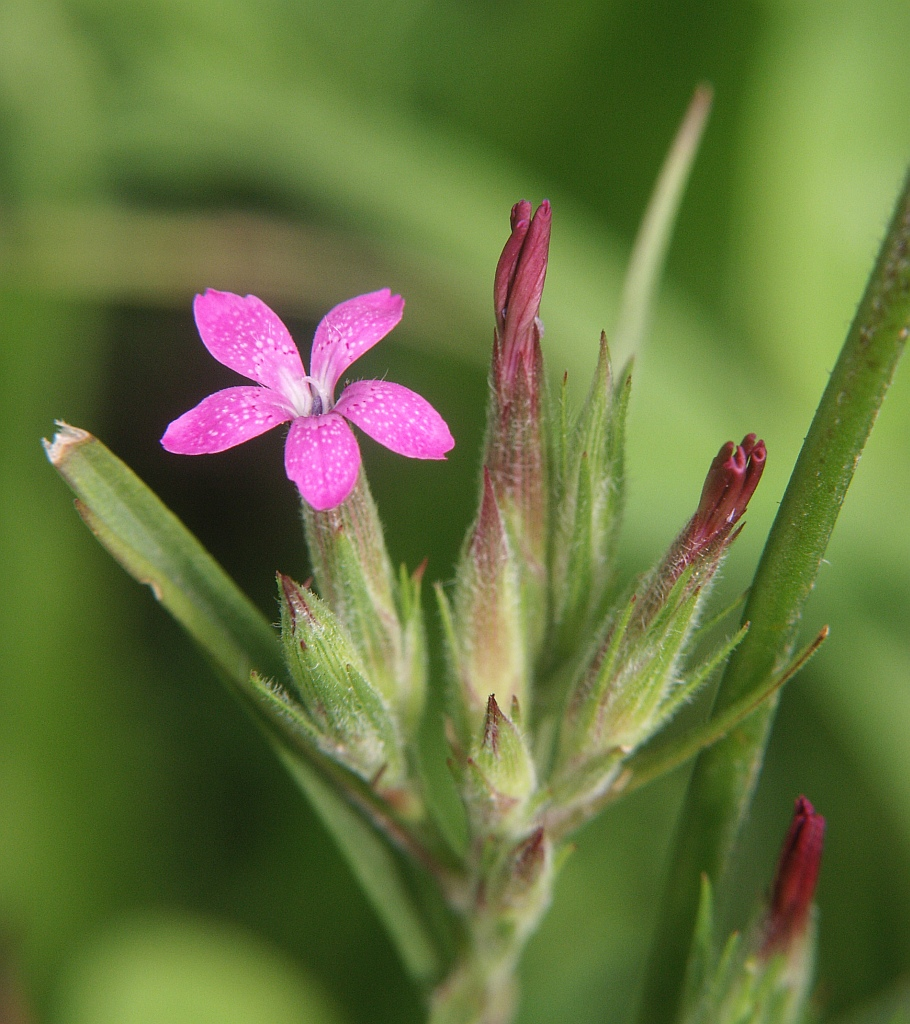
Litet blomknippe
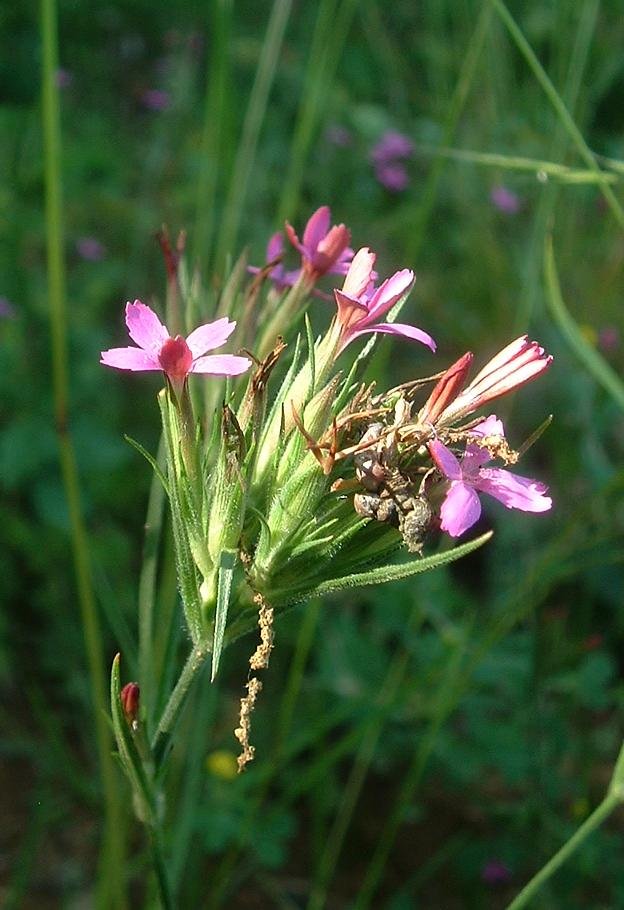
Stort blomknippe
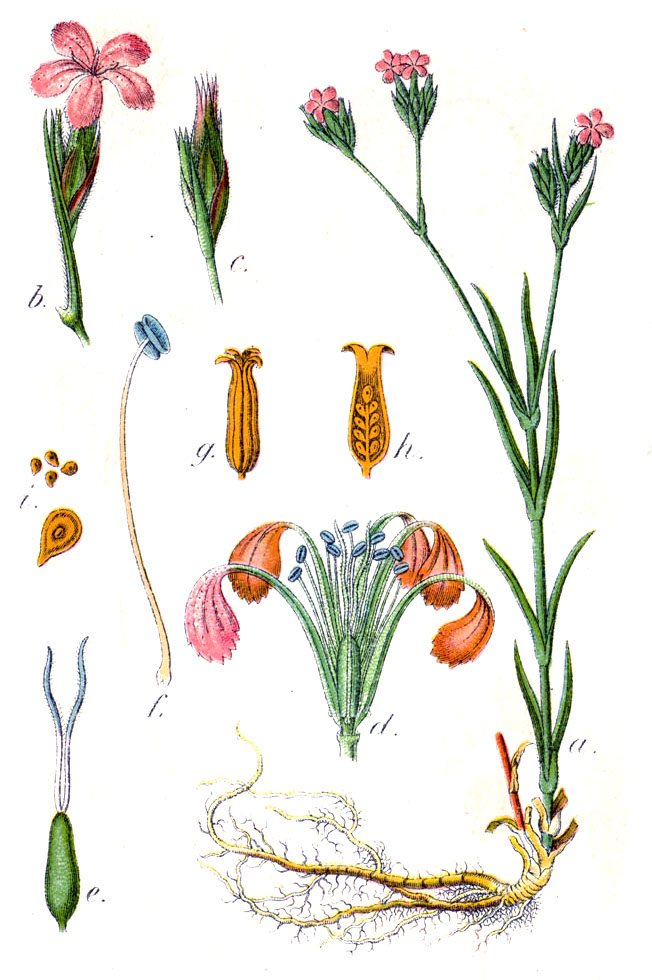
Jacob W Sturm: Deutschlands Flora in Abbildungen. 1796
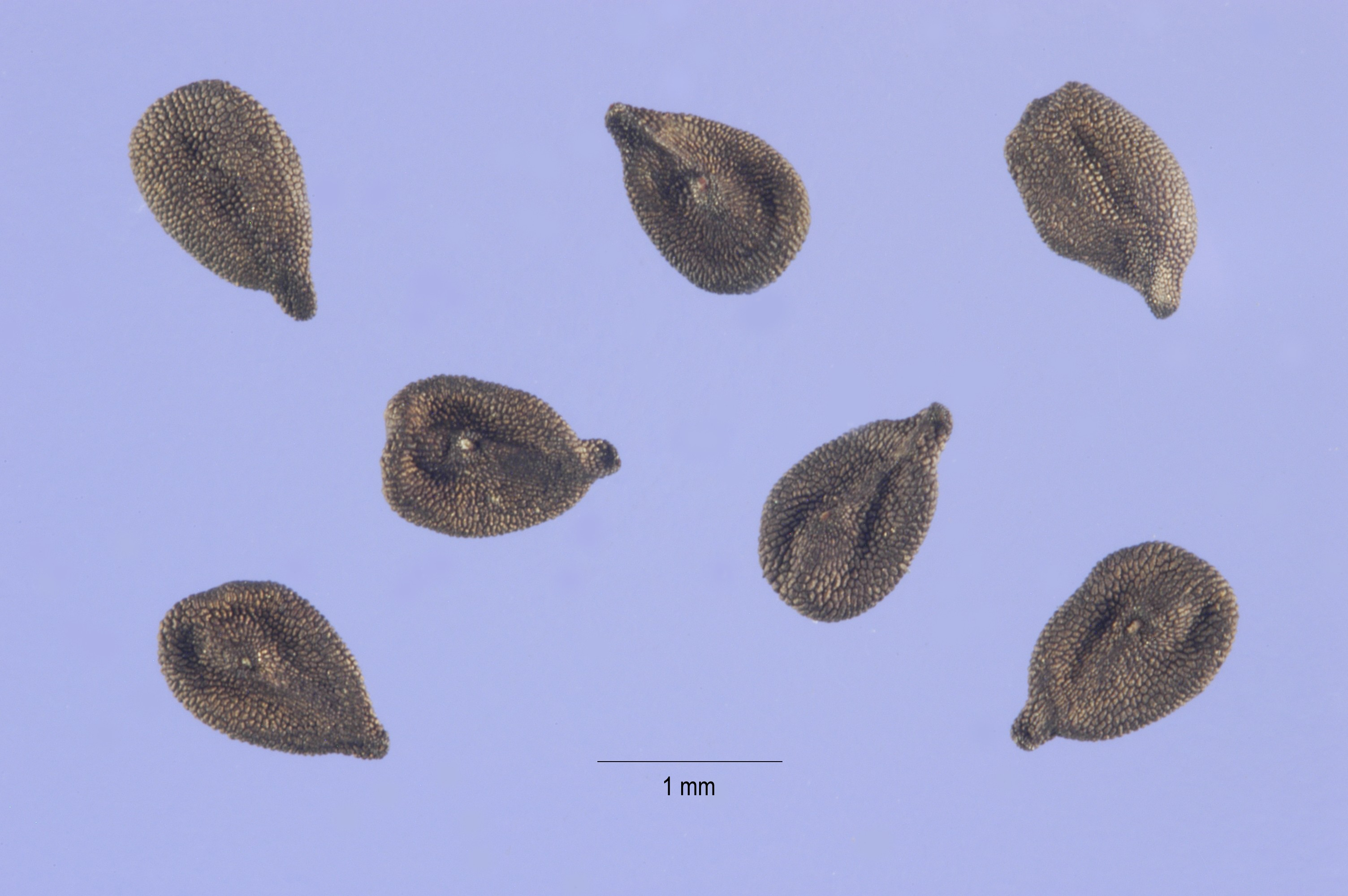
Frön Lägg märke till skalan nedtill, i mitten